# André Fortin
Cet article concerne l'auteur-compositeur. Pour l'homme politique, voir André Fortin (homme politique). Pour les articles homonymes, voir Fortin.
André Fortin (né le 17 novembre 1962 à Saint-Thomas-Didyme, au Québec, et mort le 8 mai 2000 à Montréal), surnommé Dédé Fortin, est un auteur-compositeur, chanteur, multi-instrumentiste, cinéaste et acteur québécois. Il est le membre fondateur et meneur du groupe musical Les Colocs de 1990 à 2000.
Après avoir étudié le cinéma et travaillé à la télévision, il forme Les Colocs, qui devient rapidement populaire auprès des Québécois grâce à son dynamisme et son attitude festive. À la suite de la parution de leur album homonyme en 1993, l’harmoniciste du groupe Patrick Esposito Di Napoli meurt des suites du SIDA. Cet événement et l’échec du référendum de 1995 sur la souveraineté du Québec, dont il était un fort partisan, marquent Fortin profondément. Le troisième album des Colocs paru de son vivant, Dehors novembre (1998), frappe par ses arrangements musicaux plus sombres et dépressifs. Il met fin à ses jours le 8 mai 2000, à l’âge de 37 ans, laissant beaucoup de questions sans réponses.
André Fortin est devenu une figure majeure de l’histoire de la musique québécoise des années 1990 et reste une source d’influence notable pour les musiciens québécois des années 2000. Plusieurs hommages lui ont été rendus par la communauté artistique du Québec et les membres des Colocs, dont l’album posthume Suite 2116 (2001) et le film biographique Dédé, à travers les brumes (2009).
Il est récipiendaire, en 2006, à titre posthume, de la Médaille de l'Assemblée nationale.

## Biographie

### Premières années
André Fortin naît dans une ferme de Saint-Thomas-Didyme au Lac-Saint-Jean le 17 novembre 1962. Il est le dixième d’une famille de onze enfants et il passe son adolescence dans la municipalité voisine de Normandin. Une des rues du village, la rue Saint-Cyrille, lui inspirera plus tard la chanson La rue principale, qui figure sur le premier album des Colocs.
Il déménage à Montréal au début des années 1980, dans un appartement du 2116, boulevard Saint-Laurent, qui devient le centre de sa création artistique. Après avoir étudié au Cégep du Vieux Montréal et à l'Université de Montréal en cinéma — où il rencontre Éric Henry, avec lequel il se noue d'amitié —, il travaille comme monteur au réseau Télé-Métropole, notamment pour les émissions Surprise sur prise ! et 100 Limite.

### Vie musicale
Eric Henry forme avec son colocataire Fred Roverselli le groupe des Sneakers dans lequel Dédé joue à la batterie. Le groupe fait dans le genre rockabilly à une époque où c'est plutôt le rock traditionnel et l’anglais qui tiennent le haut du pavé au Québec.
Dédé fonde Les Colocs en 1990 lorsqu’il déménage au troisième étage du 2116, boulevard Saint-Laurent, avec Louis Léger, Marc Déry, Jimmy Bourgoing, Yves Desrosiers et Patrick Esposito Di Napoli (« Pat »), un immigrant français de Narbonne. Lors du premier concert du groupe, Dédé est accompagné de Louis Léger à la guitare, Marc Déry, Jimmy Bourgoing à la batterie, Patrick Esposito Di Napoli à l’harmonica et Guy Lapointe. Par la suite, Louis Léger, Marc Déry, Yves Desrosiers et Guy Lapointe quittent le groupe alors que Mike Sawatzky, un Amérindien Cri de la Saskatchewan, s’y joint en tant que guitariste et que Serge Robert (Mononc' Serge) s’amène à la basse. C’est cette formation qui participera au Festival international de rock de Montréal et au Festival de la chanson de Granby en 1991. En 1992, Les Colocs participent à L'Empire des futures stars, concours qu’ils abandonnent, car ils veulent enregistrer un album au plus vite, avant que Pat, atteint du VIH, ne succombe à sa maladie.
Ils signent un contrat avec BMG en mai 1992 et enregistrent leur premier album, Les Colocs, en 1993. Cet album contient la chanson « Julie » (personnage inspiré par la nièce de Dédé), qui devient le premier grand succès du groupe. Le vidéo-clip de cette chanson réalisé par Dédé lui-même par procédé de pixillation remportera un hommage des Rendez-vous du cinéma québécois. Le groupe remporte quatre trophées Félix l’année suivante pour ce premier album, dont « Révélation de l'année » et « Groupe de l'année ». Patrick Esposito di Napoli meurt du SIDA en 1994.
Dédé Fortin était un artiste engagé, notamment auprès du mouvement souverainiste du Québec. Il a milité activement pour la souveraineté du Québec lors du référendum de 1995. Les Colocs enregistrent d’ailleurs un album en concert intitulé Atrocetomique qu’ils lancent le soir même du référendum, le 30 octobre 1995 au Spectrum à Montréal. Dédé Fortin est extrêmement déçu par la victoire de justesse du « non » à ce référendum.
Le style joyeux de la musique des Colocs contraste avec les sujets sérieux dont elle traite (pauvreté, environnement, itinérance, dépendance à la drogue) et reflète bien le fort engagement social de Dédé Fortin. « On peut danser et réfléchir en même temps », disait Dédé Fortin, dont la démarche artistique est influencée par les musiques sud-américaines.
En décembre 1995, le Belge André Vanderbiest, ancien membre du groupe Les Frères Brozeur, remplace Serge Robert, qui se consacre à sa carrière solo. Jimmy Bourgoing quitte le groupe dès le commencement de l’enregistrement de l’album Dehors novembre, en raison de désaccords artistiques avec Dédé. Cet album, enregistré dans un chalet à Saint-Étienne-de-Bolton et dont les paroles sont écrites par André Fortin, est beaucoup plus sombres que les deux premiers. Sawatsky et Vanderbiest participent activement à la composition musicale de l’album, qui sortira en 1998. Ce nouvel album des Colocs, le dernier du vivant de Dédé, obtient un grand succès, notamment grâce à la chanson « Tassez-vous de d'là », dont le refrain, en wolof (langue sénégambienne parlée au Sénégal et en Mauritanie), est écrit par El Hadji Diouf. À la surprise de Dédé, qui s'inquiétait de la réception du public pour cet album assez sombre, Dehors novembre sera couronné d’un grand succès, se vendant à plus de 100 000 exemplaires.
En 1999, les Colocs sont à l’apogée de leur succès : ils donnent un spectacle devant 40 000 spectateurs sur les plaines d’Abraham à Québec, un jury international leur attribuera le prix Miroir de la chanson d’expression française pour leurs concerts au Festival d’été de Québec, et ils sont à nouveau proclamés « groupe de l’année » au gala de l’ADISQ.

### Suicide
Le 10 mai 2000, après quelques jours sans nouvelles de Dédé, des amis se rendent à son appartement de la rue Rachel, à Montréal. Ils le trouvent mort, baignant dans son sang. Selon l’autopsie, sa mort remonte au 8 mai 2000. Il s'est servi d'un couteau qu'il se serait lui-même planté dans la poitrine sans toutefois que la manière exacte dont il l'aurait utilisé pour se suicider n'ait été révélée ou établie.
Selon le rapport d’investigation de René-Maurice Bélanger, Dédé, qui a consulté un psychologue le jour de sa mort, était tourmenté par plusieurs choses, dont sa popularité, sa créativité, son instabilité amoureuse. Dédé s’est réfugié un temps dans la poésie, selon son gérant, Raymond Paquin. Plusieurs signes avant-coureurs de sa dépression ont été repérés. Au gala de l’ADISQ de 1999, après que Les Colocs ont remporté le Félix du groupe de l’année, il lance un « adieu » à la foule. Ses textes sombres sur l’album Dehors novembre suggéraient aussi une grande tristesse.
Plusieurs hypothèses ont été émises sur la raison de son suicide, le liant notamment à un problème possible de bipolarité ou à une peine d’amour. On peut aussi penser que le référendum de 1995, perdu par le camp du oui à 49,4 % contre 50,6 % pour le non, l’a profondément affecté, tout comme la mort de Patrick Esposito Di Napoli.
Il a envoyé un poème intitulé La Comète à son gérant la veille de sa mort. Celui-ci a été publié dans La Presse le lendemain. En 2009, les membres restants des Colocs se sont réunis pour mettre en musique ce texte de Dédé. Une version du défunt chanteur existait déjà, sans musique.
Après sa mort, les membres restants du groupe ont fait paraître le disque Suite 2116 en hommage à André Fortin. Cet album contenait, entre autres, la chanson inédite Paysage, qui est une adaptation musicale du poème du même nom de Charles Baudelaire. Suite 2116 connut moins de succès que les disques précédents, les membres du groupe se refusant à capitaliser sur le décès d'André Fortin et à faire une promotion dynamique de l’album posthume.
En mars 2009, le film Dédé, à travers les brumes de Jean-Philippe Duval, qui relate la vie de Dédé Fortin à travers son œuvre artistique, sort en salles au Québec. Le film est bien reçu par la critique et obtient de bonnes recettes au guichet. Sébastien Ricard remporte le Jutra du meilleur acteur pour son interprétation de Dédé en 2010.

## Fondation André Dédé Fortin
En 2006, la famille Fortin a mis sur pied la fondation André Dédé Fortin, qui s’occupe de récolter des fonds et de promouvoir les services des organismes communautaires d’aide aux personnes vivant des problématiques reliées à la santé mentale et au suicide.

## Héritage et hommages
- En 2001 paraît un documentaire intitulé Le 2116, André Fortin cinéaste, co-réalisé par l'artiste Michel Vézina, dont il était proche.
- En janvier 2006, le village de Saint-Thomas-Didyme a renommé le rang St-Henri, où l'artiste avait vu le jour, « chemin Dédé-Fortin »[10].
- En mars 2009 paraît le film de fiction Dédé, à travers les brumes, relatant sa vie et mettant en vedette Sébastien Ricard, du groupe Loco Locass, qui interprète le rôle principal ainsi que les chansons[11].
- Le 3 août 2009, le spectacle Poussière d'étoiles avec les Colocs est présenté aux FrancoFolies de Montréal puis diffusé à la Télévision de Radio-Canada le 9 août 2009. Les Colocs présents sont Mike Sawatzky et André Vanderbiest. Ils sont accompagnés par les Colocs « invités » (ayant été d'étroits collaborateurs du groupe) El Hadji Diouf, Karim Diouf, Benoit Piché, Joel Zifkin (en), Michel Dufour, Benoit Gagné, Guy Bélanger et Justin Alard. Pour chanter Dédé, Paul Piché, Pierre Lapointe, Marc Déry, Martin Léon, Sébastien Plante et Loco Locass ont partagé la scène. Différents portraits de Dédé et des Colocs sont diffusés sur un bâtiment de l'Université du Québec à Montréal durant la prestation.
- En juin 2012, Loco Locass rend hommage à Dédé en incluant une parcelle d'enregistrement dans leur chanson Occupation double. Cette chanson sera chantée lors des festivités de la Fête nationale du Québec, le 23 juin, sur les Plaines d'Abraham.
- Sa guitare électrique, une réédition de fabrication japonaise de la Fender Telecaster Thinline f-hole '72, a été léguée par sa succession et exposée au Musée de la civilisation de Québec avec, à ses côtés, sa « guitare de feu », une guitare acoustique de marque inconnue sur laquelle il composait et jouait pour sa famille et amis[12].
- L'Hôtel10, situé au croisement du boulevard Saint-Laurent et de la rue Sherbrooke où le chanteur a vécu de 1991 à 1998, a inauguré une murale lui rendant hommage, ainsi qu'à Gino Vannelli, en novembre 2023 tout en aménageant son ancien loft, devenu la "Suite 2116", et les pièces communes par diverses affaires qu'il a laissé lors de son passage[13].
- En novembre 2025, le sculpteur Roger Langevin est sélectionné pour réaliser une œuvre, dédiée à André Fortin elle sera installée au Parc du Centenaire à Normandin (Québec)[14].

## Filmographie
- Libérer le trésor (1987), acteur, vidéoclip de Michel Rivard, album Un trou dans les nuages
- Chasseur de robots (1988), acteur et scénariste[15]
- Terreur dans le Chinatown (ou Master Kwok, The Advenger of the Night), acteur et réalisateur